# エルザ・ホスク
エルザ・ホスク（Elsa Hosk、1988年11月7日　-　）は、スウェーデン出身の女性ファッションモデル。